# 3 decembrie
ianuarie • februarie • martie  • aprilie  • mai  • iunie  • iulie  • august  • septembrie  • octombrie  • noiembrie  • decembrie
3 decembrie este a 337-a zi a calendarului gregorian și a 338-a zi în anii bisecți. Mai sunt 28 de zile până la sfârșitul anului.

## Evenimente

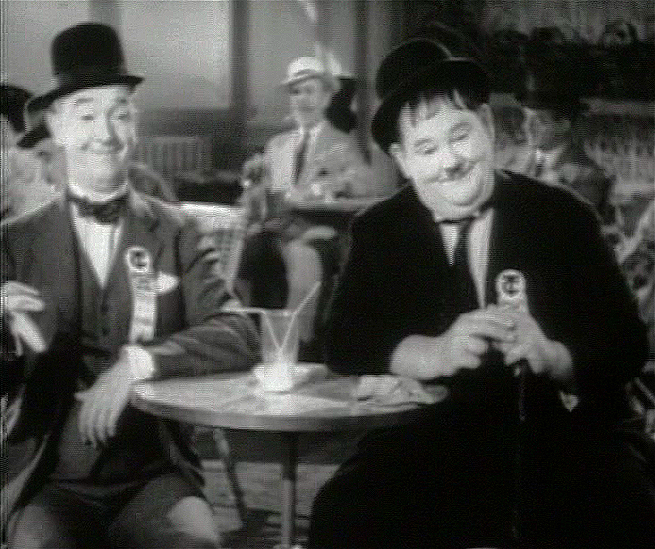
1927: Se lansează primul film cu Stan și Bran, Putting Pants on Philip

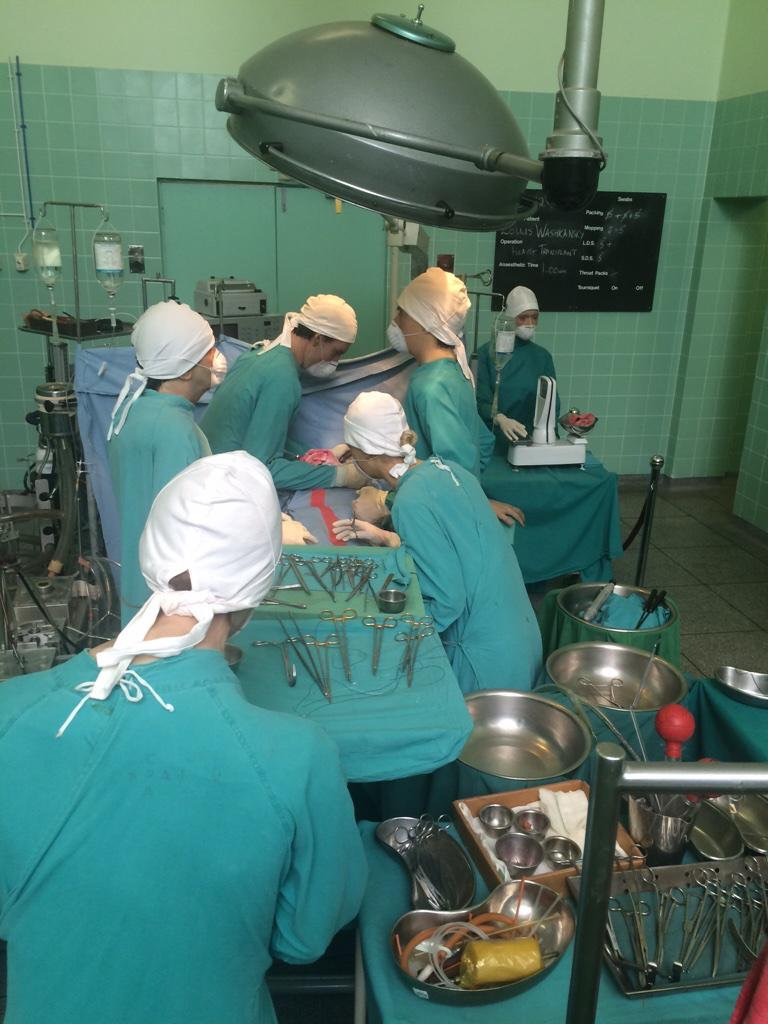
1967: Într-un spital din Cape Town, chirurgul sud-african Christiaan Barnard a efectuat, cu succes, primul transplant de inimă din lume.

1977: Au început lucrările la Porțile de Fier II.

- 0915: Papa Ioan al X-lea îl încoronează pe Berengario I al Italiei ca împărat al Imperiului carolingian.
- 1800: Lângă München, armatele franceze conduse de Jean Moreau au repurtat o victorie decisivă în fața unei coaliții austro-bavareze în bătălia de la Hohenlinden din cadrul Războiului celei de a Doua Coaliții.
- 1818: Illinois a devenit cel de-al 21-lea stat al SUA.
- 1860: S-a încheiat Convenția telegrafică cu Rusia, prima convenție internațională a Principatelor Unite; a intrat în vigoare la 13 februarie 1862.
- 1861: Alexandru Ioan Cuza anunță, cu prilejul deschiderii Camerelor, că „Înalta Poartă, precum și toate Puterile Garante” recunosc Unirea Principatelor.
- 1901: S-a înființat societatea „Tinerimea artistică” de către pictorii Ștefan Luchian, Nicolae Vermont, Constantin Artachino, Gheorghe Petrașcu ș.a.; gruparea milita pentru o artă realistă, pentru subiecte luate din viața țăranilor, a oamenilor de rând.
- 1904: Astronomul Charles Dillon Perrine descoperă la Observatorul Lick din California cel mai mare satelit neregulat al lui Jupiter, Himalia.[1]
- 1912: Bulgaria, Grecia, Muntenegru și Serbia (Liga Balcanică) semnează un armistițiu cu Imperiul Otoman, punând capăt Primului Război Balcanic. Armistițiul va expira la 3 februarie 1913, iar ostilitățile se vor relua.
- 1917: Este inaugurat podul Quebec, la vest de orașul cu același nume, a cărui proiectarea și construcție a durat două decenii.
- 1920: Geneva: Este semnat Protocolul privind constituirea Curții Permanente de Justiție Internațională cu sediul la Haga.
- 1927: Se lansează primul film cu Stan și Bran, Putting Pants on Philip.[2]
- 1934: A fost înființat Spitalul de Urgență, actualul Spital de Urgență Floreasca.
- 1941: Al doilea război mondial: Stalin îi spune lui Władysław Sikorski că anumiți ofițeri polonezi de pe teritoriul URSS lipsesc, probabil pentru că au evadat în Manciuria. Istoricii vor dovedi mai târziu că ofițerii fuseseră asasinați la ordinul liderului sovietic.
- 1949: Decret privind înființarea Camerei de Comerț Exterior a României.
- 1967: Într-un spital din Cape Town, chirurgul sud-african Christian Barnard a efectuat, cu succes, primul transplant de inimă din lume. Beneficiarul transplantului, Louis Washkansky, un bărbat de 53 de ani, va muri 18 zile mai târziu de pneumonie, din cauza sistemului imunitar slăbit.
- 1971: Armata pakistaneză a atacat India, declanșând Războiul Indo-Pakistanez din 1971.
- 1973: Nicolae Ceaușescu ajunge în Statele Unite pentru o vizită oficială. Va fi primit cu toate onorurile posibile. Ceaușescu își dorea obținerea clauzei națiunii celei mai favorizate, ce presupunea facilități vamale pentru produsele românești importate de SUA. Mai dorea, de asemenea, un credit de 500-600 milioane de dolari, pe termen lung, cu o dobândă de 2%. Creditul, a spus Ceaușescu la Washington, D.C., urma să fie folosit de România pentru achiziționarea unor tehnologii americane necesare industriei românești. Va părăsi SUA fără să obțină clauza și împrumutul.
- 1973: Programul Pioneer: Pioneer 10 se apropie de Jupiter la 132.252 kilometeri și trimite înapoi pe Terra prima imagine de aproape a planetei.[3]
- 1976: A avut loc o încercare de asasinat asupra lui Bob Marley. A fost împușcat de două ori însă a cântat în concert două zile mai târziu.
- 1977: A fost inaugurat Muzeul Județean Botoșani.
- 1977: Au fost inaugurate lucrările de construcție a sistemului hidroenergetic și de navigație Porțile de Fier II de la Drobeta-Turnu Severin.
- 1979: Ayatollahul Ruhollah Khomeini devine primul Lider Suprem al Iranului.
- 1987: Adunarea Generală a ONU adoptă rezoluții inițiate de România privind reducerea bugetelor militare, reglementarea pașnică a diferendelor dintre state, dezvoltarea bunei vecinătăți.
- 1993: A început să emită, la București, „Radio Romantic”.
- 1998: Banca franceză „Société Générale” este desemnată câștigătoarea licitației organizate de Fondul Proprietății de Stat pentru privatizarea Băncii Române pentru Dezvoltare (BRD). „Société Générale” a cumpărat 51% din acțiunile BRD pentru 200 de milioane de dolari.

## Nașteri
- 1368: Regele Carol al VI-lea al Franței (d. 1422)
- 1447: Baiazid al II-lea, sultan al Imperiului Otoman (d. 1512)
- 1764: Ducesa Augusta de Brunswick-Wolfenbüttel (d. 1788)
- 1837: Hippolyte Boulenger, pictor belgian (d. 1874)
- 1838: Prințesa Louise a Prusiei, Mare Ducesă de Baden (d. 1923)
- 1857: Joseph Conrad, scriitor britanic de origine poloneză (d. 1924)
- 1867: Paule Gobillard, pictoriță franceză (d. 1946)
- 1875: Bernhard Lichtenberg, fericit catolic, victimă a regimului nazist, drept între popoare (d. 1943)
- 1883: Anton Webern, compozitor austriac (d. 1945)
- 1886: Karl Manne Georg Siegbahn, fizician suedez, laureat al Premiului Nobel (d. 1978)

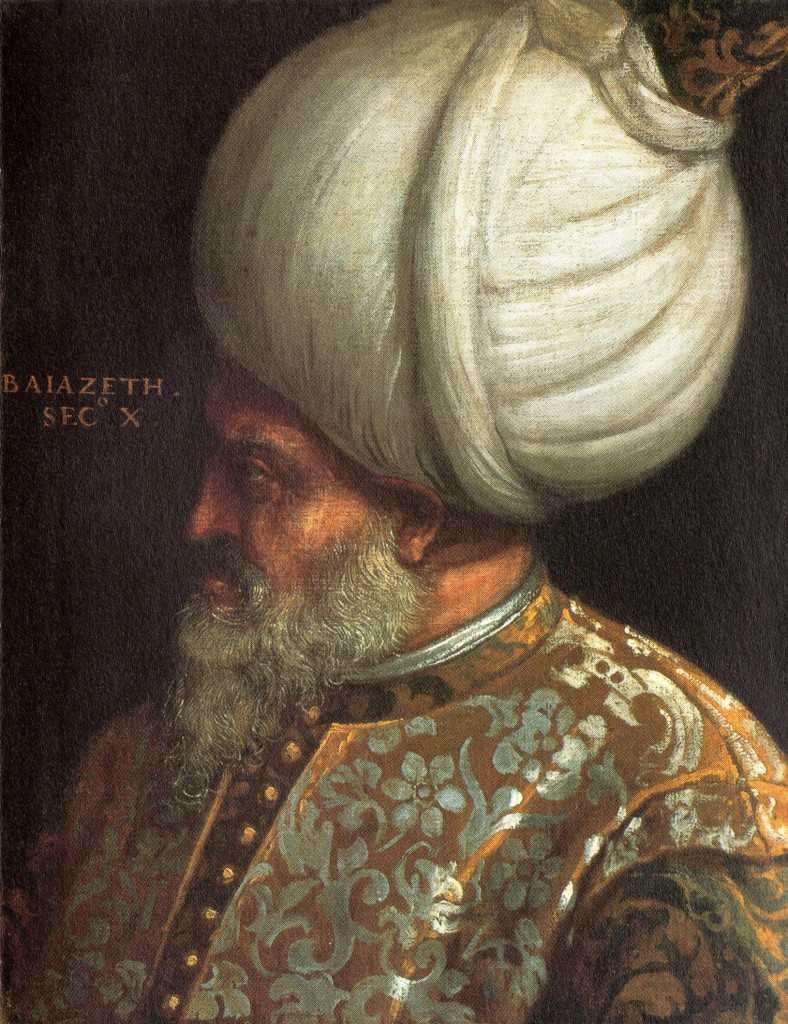
Baiazid al II-lea, sultan al Imperiului Otoman
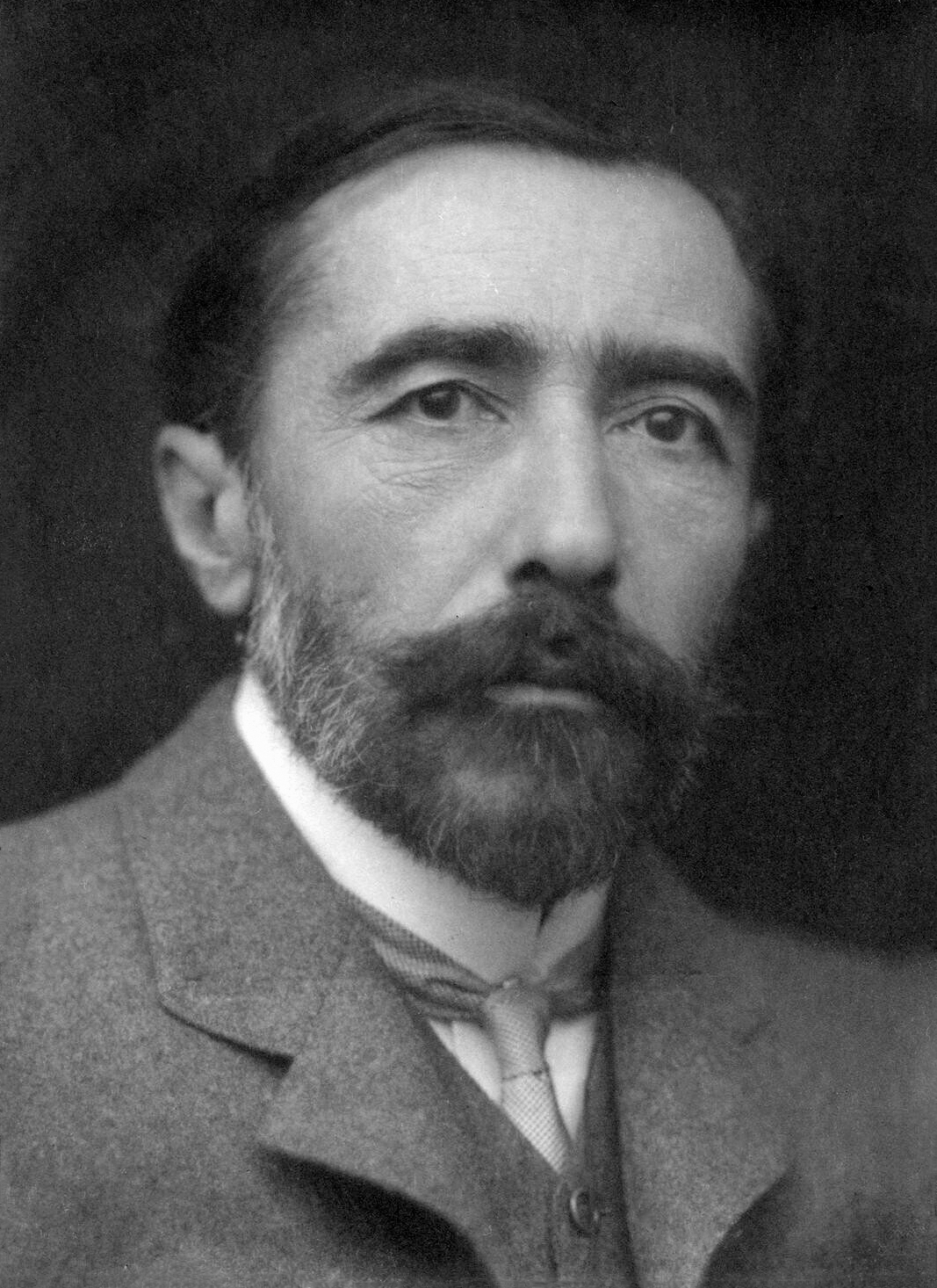
Joseph Conrad, scriitor britanic de origine poloneză
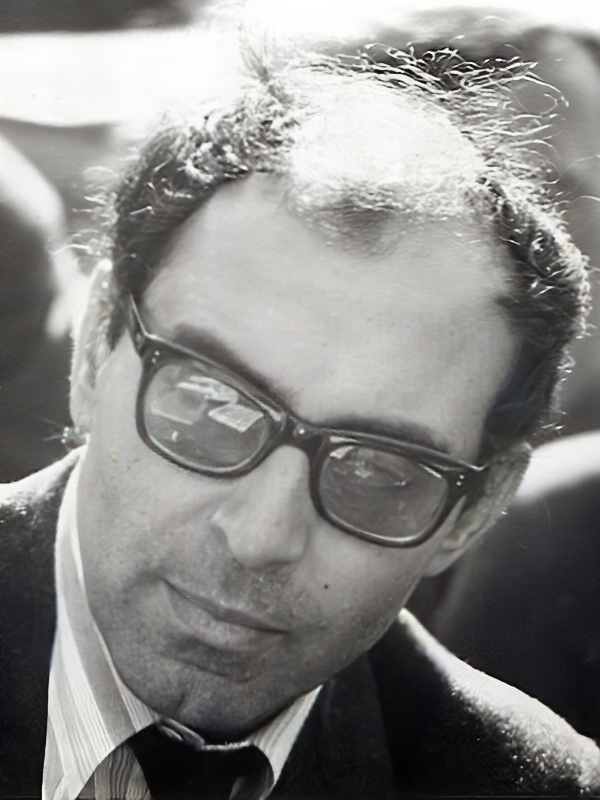
Jean-Luc Godard, cineast francez

- 1900: Richard Kuhn, biochimist german, laureat al Premiului Nobel pentru Chimie (d. 1966)
- 1912: Costache Ioanid, poet român (d. 1987)
- 1922: Len Lesser, actor american (d. 2011)
- 1924: John Backus, informatician american (d. 2007)
- 1924: F. Sionil José, scriitor filipinez (d. 2022)
- 1928: Costache Sava, politician român (d. 1998)
- 1930: Jean-Luc Godard,  regizor, scenarist și critic de film franco-elvețian (d. 2022)
- 1933: Paul J. Crutzen, chimist olandez, laureat al Premiului Nobel (d. 2021)
- 1939: Gheorghe Mărmureanu, seismolog român
- 1947: Ion Haiduc, actor român de teatru și film
- 1948: Ozzy Osbourne, solistul trupei Black Sabbath (d. 2025)
- 1950: Ion Anton, scriitor moldovean
- 1950: Dumitru Bentu, politician român
- 1956: Ewa Kopacz, politiciană poloneză, premier al Poloniei în perioada 2014-2015
- 1960: Daryl Hannah, actriță americană
- 1960: Julianne Moore, actriță americană
- 1965: Katarina Witt, patinatoare germană
- 1970: Christian Karembeu, fotbalist din Noua Caledonie
- 1973: Holly Marie Combs, actriță americană
- 1976: Claudiu Răducanu, fotbalist român
- 1978: Dragoș-Petruț Bârlădeanu, politician român
- 1980: Iulian Apostol, fotbalist român
- 1981: David Villa, fotbalist spaniol
- 1982: Michael Essien, fotbalist ghanez
- 1983: Silviu Izvoranu, fotbalist român
- 1984: Avraam Papadopoulos, fotbalist grec
- 1984: Cosmin Moți, fotbalist român
- 1985: Amanda Seyfried, actriță și cântăreață americană
- 1987: Ștefan Mardare, fotbalist român
- 1988: Egor Baranov, regizor rus
- 1990: Christian Benteke, fotbalist belgian
- 1990: Anna Sen, handbalistă rusă
- 1994: Crina „Coco” Popescu, alpinistă română

## Decese
- 1533: Vasili al III-lea, mare cneaz al Moscovei (n. 1479)
- 1552: Francisc Xaveriu, misionar iezuit (n. 1506)
- 1592: Alessandro Farnese, Duce de Parma (n. 1545)
- 1687: Louis Licherie, pictor francez (n. 1629)
- 1789: Claude Joseph Vernet, pictor francez (n. 1714)
- 1839: Frederick al VI-lea, rege al Danemarcei și Norvegiei (n. 1768)
- 1882: Bernhard al II-lea, Duce de Saxa-Meiningen (n. 1800)
- 1888: Carl Zeiss, inventatorul sticlei Zeiss (n. 1816)
- 1897: August Winnecke, astronom german (n. 1835)
- 1919: Pierre-Auguste Renoir, pictor francez (n. 1841)
- 1935: Prințesa Victoria Alexandra a Regatului Unit, fiică a regelui Eduard al VII-lea al Regatului Unit (n. 1868)

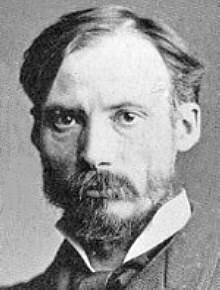
Pierre-Auguste Renoir, pictor francez
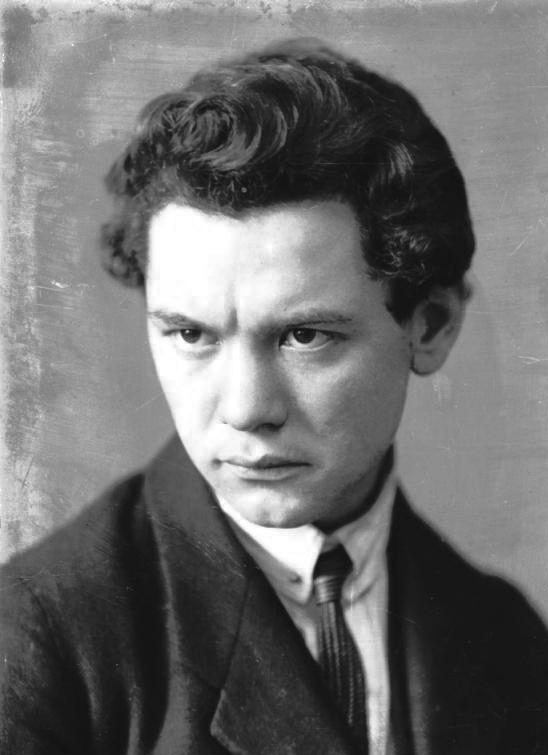
Attila József, poet maghiar
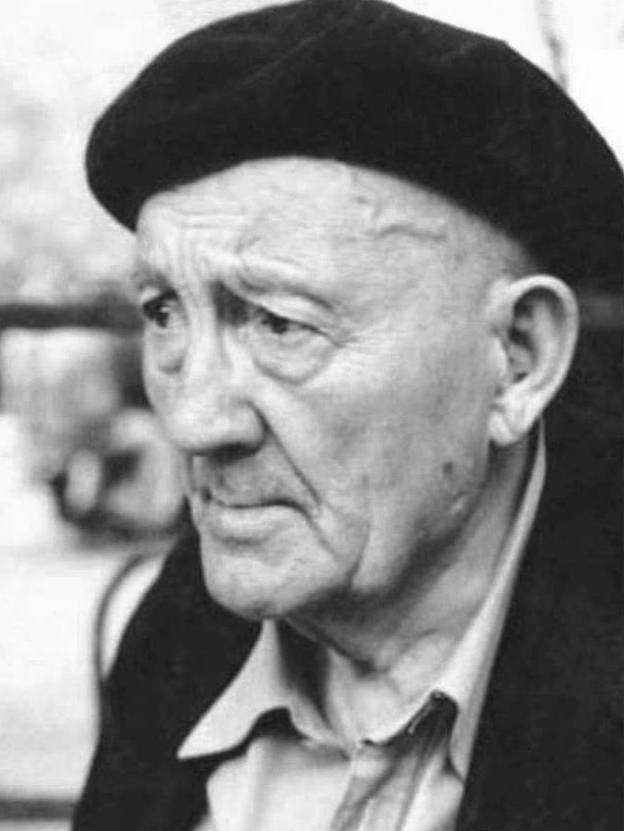
Petre Țuțea, filosof român

- 1937: Attila József, poet maghiar cu tată român (n. 1905)
- 1938: Antonia Pozzi, poetă italiană (n. 1913)
- 1939: Prințesa Louise a Regatului Unit, Ducesă de Argyll (n. 1848)
- 1944: Andrei al Greciei, fiu al regelui George I al Greciei (n. 1882)
- 1949: Elin Pelin,  scriitor bulgar (n. 1877)
- 1954: Maria Ventura, actriță română (n. 1886)
- 1987: Dorin Liviu Zaharia, muzician român (n. 1944)
- 1991: Petre Țuțea, filosof român  (n. 1902)
- 1999: Scatman John, cântăreț american de muzică jazz și rapper  (n. 1942)
- 2012: Ecaterina Cazimirov, actriță din Republica Moldova (n. 1921)
- 2014: Corneliu Fânățeanu, tenor român (n. 1933)
- 2021: Lamine Diack, atlet senegalez (n. 1933)

## Sărbători
- Sfântul Proorc Sofonie; Sf. Sfintit Mc. Teodor, Arhiepiscopul Alexandriei (calendar crestin-ortodox)
- Sfântul Francisc Xaveriu (calendar romano-catolic)
- Sfântul Sofoniu (calendar greco-catolic)
- Ziua internațională a persoanelor cu dizabilități